# Запрет «движения ЛГБТ» в России
30 ноября 2023 года судья Верховного суда РФ Олег Нефёдов объявил «экстремистской организацией» и запретил «международное общественное движение ЛГБТ». Этим решением Верховный суд удовлетворил иск российского Минюста, направленный 17 ноября 2023 года.
Журналисты отмечали, что, согласно ст. 282.2 УК РФ, за участие в экстремистском сообществе грозит до 6 лет тюремного заключения, а за его организацию — до 10 лет. Поэтому сама ЛГБТ-идентичность в России может стать поводом для уголовного преследования.

## Предыстория
Журналисты отмечали, что с 2013 года в России вводились различные запреты, осложняющие жизнь ЛГБТ-сообщества, начиная с закона о запрете пропаганды ЛГБТ среди несовершеннолетних. С началом российского вторжения на Украину положение ЛГБТ-сообщества в РФ сильно ухудшилось. Так, в 2022 году был принят закон о запрете «ЛГБТ-пропаганды» и среди совершеннолетних, а в июле 2023 года был принят закон о запрете трансгендерного перехода. По мнению правозащитников, российские власти таким образом пытались отвлечь консервативный электорат от неудач в войне с Украиной, укрепляя в обществе гомофобию и трансфобию.

## Судебный процесс
13 ноября 2023 года замминистра юстиции Андрей Логинов, выступая в Совете ООН по правам человека с докладом о состоянии прав человека в РФ, утверждал, что на территории России «сдерживание демонстрации нетрадиционных сексуальных отношений или предпочтений не является формой порицания за них». Логинов подчеркнул, что в России законодательно запрещена «дискриминация по принципу сексуальной ориентации и гендерной идентичности, как и любая другая дискриминация».
17 ноября 2023 года Минюст РФ обратился в российский Верховный суд с иском о запрете «международного общественного движения ЛГБТ». Представители Минюста заявили, что они выявили в деятельности «движения ЛГБТ» «различные признаки и проявления экстремистской направленности, в том числе возбуждение социальной и религиозной розни». При этом никаких конкретных примеров такого рода деятельности Минюст не опубликовал.
30 ноября 2023 года судья Верховного суда РФ Олег Нефёдов удовлетворил иск Министерства юстиции РФ о запрете и признании экстремистской организацией «Международного общественного движения ЛГБТ».
Заседание суда проходило в закрытом режиме, без слушателей и представителей СМИ. На нём присуствовали только представители Минюста, которые пришли на судебное заседание в медицинских масках и отказались давать комментарии прессе. Участия ответчика по делу также не было. Заседание суда продолжалось в течение трёх часов. Закрытый характер судебного процесса объяснялся наличием неких «секретных материалов».
Юристы отмечали, что, согласно российскому законодательству, признать «экстремистской» можно только реально существующую организацию. Однако в России не существовало субъекта права, который мог быть вызван в суд в качестве ответчика как представитель структуры «международное общественное движение ЛГБТ». «Международное общественное движение ЛГБТ» не было зарегистрировано в России, не существовало каких-либо формальных структур такого движения, оно не имело каких-либо формальных документов или иных признаков, которое могло бы идентифицировать данное движение как единое целое. Только 29 ноября 2023 года ряд ЛГБТ-активистов попробовали официально зарегистрировать «Международное общественное движение ЛГБТ», чтобы иметь возможность участвовать в судебном процессе о «запрете ЛГБТ». Однако их суд проигнорировал.
Информация о дате вступления решения суда в силу разнится. По некоторым источникам, решение суда вступило в силу в дату вынесения. По другим, решение суда должно вступить в силу 10 января 2024 года.
18 января 2024 года в прессе появились неофициальные публикации решения Верховного Суда, включающего ряд формулировок, вызвавших недоумение юристов. В частности, в решении отмечается, что «с 1984 года на территории Российской Федерации действует международное общественное движение ЛГБТ (лесбиянок, геев, бисексуалов и трансгендерных людей), возникшее в США в 60-х годах XX века как часть политики ограничения рождаемости, наряду с прочим предлагающей поощрение нетрадиционных семейных отношений»; как предполагают юристы, эта странная дата была взята Верховным судом из статьи в Википедии «История ЛГБТ-движения в России», которая во время написания решения начиналась с «Правозащитное ЛГБТ-движение в России берёт своё начало в 1984-м году».

## Последствия
Журналисты российского издания «РБК» отмечали, что в УК РФ существуют три статьи, связанные с экстремизмом:
- Ст. 280 УК Публичные призывы к осуществлению экстремистской деятельности — максимальный срок наказания по которой до пяти лет лишения свободы;
- Ст. 282.1 УК Организация экстремистского сообщества — предусматривает до восьми лет заключения;
- Ст. 282.2 УК Организация деятельности экстремистской организации, по которой грозит до десяти лет заключения.

Также российский «Кодекс об административных правонарушениях» содержит статьи, затрагивающие экстремистскую деятельность:
- Ст. 20.29 КоАП — Производство и распространение экстремистских материалов;
- Ст. 20.3 КоАП Пропаганда и публичное демонстрирование атрибутики или символики экстремистских организаций.

Санкции по этим статьям КоАП предусматривают различные суммы штрафов и арест сроком на 15 суток.
По мнению юристов, решение Верховного суда о запрете движения ЛГБТ означает запрет общепринятой ЛГБТ-символики, включая радужный флаг. Основанием для привлечения к ответственности может быть размещение ЛГБТ-символики в социальных сетях или использование аксессуаров, использующих ЛГБТ-символику.
По мнению адвоката Дмитрия Шадрина, если за первую публикацию ЛГБТ-символики будет грозить административная ответственность, то при повторном подобном деянии может грозить уголовная ответственность.
Под запрет также подпадают различные ЛГБТ-мероприятия, такие как ЛГБТ-парады, семинары и митинги. Издание The Insider отмечало, что под запрет подпадают «участие в онлайн и оффлайн группах поддержки, групповых консультациях, организованных ЛГБТ-инициативами, и организация таких мероприятий от имени ЛГБТ-инициатив»; репост материалов ЛГБТ-инициатив; перечисление пожертвований ЛГБТ-организациям. При этом юристы отмечали, что в российской правоприменительной практике активно используется концепция «длящегося правонарушения», по которому юридическая ответственность может наступить за ранее опубликованные посты в Интернете, если на момент вступления в силу запрета они оставались доступны онлайн.
Также отмечалось, что после решения Верхового суда при упоминании темы ЛГБТК+ необходимо делать пометку, что «„ЛГБТ-движение“ признано экстремистским российскими властями и запрещено в России».
В начале 2024 года российские суды вынесли первые приговоры связанные с признанием движения ЛГБТ экстремистским. 29 января 2024 года суд в Нижнем Новгороде приговорил женщину к пяти суткам административного ареста за серьги с радужной символикой. 1 февраля волгоградский суд признал мужчину виновным в размещении символики экстремистской организации за публикацию в интернет фотографии флага ЛГБТ и приговорил к штрафу в 1000 рублей.
В ночь с 29 на 30 ноября 2024 года в Москве проведена целая серия задержаний сторонников ЛГБТ. В частности, задержан силами ФСБ директор занимавшейся организацией гей-путешествий официально зарегистрированной московской турфирмы ООО Туристический клуб «Мен тревел» Котов Андрей Евгеньевич. Последний ранее являлся клубным продюсером, в частности - отвечал за организацию гей-вечеринок в ночном клубе «Рай», что располагался на Болотной набережной. Основной причиной задержания Котова стала его вероятная причастность к «движению ЛГБТ». Одновременно с задержанием Котова, полиция провела обыски в нескольких московских гей-фрэндли заведениях: барах Mono и Simach, в ночных клубах Arma (бывший Mutabor), Bizarre, Sisters (последний ориентирован на лесби-аудиторию), а также в гей-клубе "Центральная станция".
Гей-фрэндли бизнесмен Андрей Котов - как фигурант уголовного дела об организации ЛГБТ-мероприятий, решением Головинского районного суда Москвы 2 декабря арестован на два месяца. Согласно официальной версии следствия, покончил с собой в камере московского СИЗО 29 декабря 2024 года в 4:00 утра. По данным проекта «Гулагу.нет», Котова в СИЗО «унизили» и перевели в категорию «низкого социального статуса» среди заключенных: «Оперативники в среде заключенных распространяли информацию о том, что Котов был организатором поездок для ЛГБТ-пар и был гомосексуалистом и умышленно создавали условия для давления на Котова с целью подавления его воли и принуждали его к выполнению требований о самооговоре и выплатах денежных средств».  Друживший с Андреем Котовым журналист Алекс Мур рассказал в интервью каналу «И грянул Грэм», что бизнесмена пытали и содержали в карцере. По его мнению, Котов мог погибнуть в результате пыток, либо его убили специально, причем по личному указанию Владимира Путина.
Кроме того, по информации Би-Би-Си, незадолго до этого, в октябре 2024 года подвергся кратковременному задержанию драг-артист, или дрэг-квин Кира Соланж (Кирилл Максименко). На Кирилла составили административный протокол за «ЛГБТ-пропаганду» и спустя месяц его и еще пятерых драг-артистов из гей-клуба оштрафовали на 50 тысяч рублей. Фактически, с того времени в Москве началась новая волна притеснений и гонений в отношении представителей ЛГБТ-сообщества.

## Аналогии
Запрет абстрактного «международного общественного движения ЛГБТ» журналисты и правозащитники сравнивали с признанием Верховным судом «экстремистской организацией» так называемого «движения „АУЕ“» в августе 2020 года. После этого решения десятки людей получили реальные тюремные сроки за «причастность к „АУЕ“».
В связи с запретом движения ЛГБТ журналисты вспоминали и признание экстремисткой организацией «ФБК» в 2020 году. Журналисты отмечали, что под запрет российских властей тогда попала вся символика «Фонда борьбы с коррупцией» и проекта «Умное голосование», протоколы о правонарушениях составлялись за упоминание в соцсетях «Умного голосования» и за старые посты, опубликованные задолго до признания организации Алексея Навального «экстремистской организацией». При этом юрист Максим Оленичев отмечал, что хотя в материалах судебного дела о признании экстремистскими организациями штабов Навального и «ФБК» отсутствовало описание символики этих организаций, тем не менее, российские власти привлекали к административной ответственности людей, которые публиковали символику этих организаций.

## Оценки
Директор «ФБК» Иван Жданов заявил: «Признание ЛГБТ экстремистским движением — это начало избирательной кампании Путина». По словам Жданова, это программа Путина на новый срок: «шаг к полной иранизации, изоляции России. Будет полное отвлечение от реальных проблем, создание мифических врагов, дискриминация населения по разным признакам».
По словам представительницы Human Rights Watch Татьяны Локшиной, действия властей РФ имели двойную цель: «Во-первых, усилить роль ЛГБТ в качестве козлов отпущения, чтобы обратиться к консервативным сторонникам Кремля перед президентскими выборами в марте 2024 года, а во-вторых — парализовать работу правозащитных групп, противодействующих дискриминации и поддерживающих ЛГБТ». Она заявила: «Наступление на права ЛГБТ стало символом отказа России от универсальных прав человека в ситуации, когда правительство позиционирует себя защитником так называемых традиционных ценностей в противовес „коллективному Западу“».

## Реакция

### В России
Пресс-секретарь российского президента Дмитрий Песков заявил, что «в Кремле» не следят за делом о признании движения ЛГБТ экстремистским. Глава комитета Госдумы по информационной политике Александр Хинштейн, член фракции «Единая Россия», заявил, что решение суда о запрете движения ЛГБТ — «это логичное продолжение государственной политики по защите граждан (в том числе детей) от вредоносного негативного контента». По словам Хинштейна, «Речи о введении цензуры или вмешательстве государства в личную жизнь граждан не идет. Решение Верховного суда необходимо для соблюдения запрета на агрессивную ЛГБТ-пропаганду, рекламирование и вовлечение новых членов в ЛГБТ-движение».
Однако депутат, заместитель председателя того же комитета и член той же фракции Евгений Попов выразил сомнения по поводу принятого судебного решения: «Не очень понятно, что запрещено, а что признано конкретно экстремистским, а что такое ЛГБТ-движение, юридическое лицо есть у этого ЛГБТ-движения или это какое-то ИП, ООО? В этом смысле есть достаточный набор законов по запрету пропаганды ЛГБТ, к чему это решение принято верховным судом, надо разобраться. Непонятно, что это значит на практике. Это был закрытый судебный процесс с грифом „секретно“, что тоже странно. Решение надо осмыслить. Хотелось бы понять, что вообще запрещено».
Вице-спикер Госдумы Пётр Толстой заявил: «ЛГБТ — это не какие-то несчастные геи или лесбиянки, с которыми, как нам говорят, решила бороться Россия. На самом деле, это хорошо организованный и чётко спланированный проект по подрыву традиционных обществ изнутри. Содомия — это грех и полная противоположность традиционным ценностям. А содомия в красивой упаковке — это ещё и привлекательный продукт, призванный совершить эту подмену». По его словам, «принятый в прошлом году закон о запрете пропаганды ЛГБТ обрубил многие щупальца этого монстра. Но уничтожать нужно не щупальца, а монстра целиком».

#### Освещение в российских государственных СМИ
Ведущий программы «Время покажет» Артём Шейнин в эфире «Первого канала» заявил, что идёт «противостояния с американоцентричным миром, с теми, кто хочет что-то сделать с Россией, чего мы не хотим», при этом «противостояние идет и на поле боя военном (и называется СВО), и на идеологическом». По словам Шейнина, противники России пытаются добиться «ментального порабощения» россиян и «ментальной оккупации» России, а запрет ЛГБТ-движения говорит о том, что «на идеологическом фронте сделан немаловажный шаг». Говоря о закрытом характере судебного процесса, пропагандист заявил: «Представляете, представители ЛГБТ уже успели тут как-то так набедокурить, что это приходится засекречивать, ужас!».
Депутат Госдумы от ЛДПР Алексей Журавлёв в передаче «60 минут» пропагандистки Ольги Скабеевой заявил: «Я считаю моральной победой, это правильно всё. Наш Верховный суд официально вернул детям радугу». Сама Скабеева заявила: «Ключевое для нашего общества — это чтобы они нам не навязывали свои ценности». Пропагандистка утверждала, что в «постель никто ни к кому не лезет», а экстремистской признана «конкретная организация», которая «более не сможет влиять на наши чувства».
Пресс-секретарь РПЦ Вахтанг Кипшидзе в комментарии для «РИА Новости» назвал случившиеся «нравственной самозащитой общества», заявив, что движение ЛГБТ «имеет признаки экстремистского», «потому что результат его деятельности в логическом завершении — уничтожение традиционного представления о браке и семье».

### Международная реакция
Верховный комиссар ООН по правам человека Фолькер Тюрк раскритиковал это решение, заявив: «Никто не должен быть заключён под стражу за правозащитную деятельность или подвергаться дискриминации из-за своей сексуальной ориентации или гендерной идентичности». Как отметила пресс-секретарь Управления Верховного комиссара ООН по правам человека Равина Шамдасани, отсутствие ясности и прозрачности вокруг судебного решения оставляет возможность для злоупотреблений.
Глава дипломатии ЕС Жозеп Боррель заявил, что «решительно осуждает» решение Верховного суда РФ.